# MDレコーダー
MDレコーダーはミニディスク（MD）を録音・再生する装置である。再生のみの装置は「MDプレーヤー」と呼ばれる。対応機器にはコンポーネントステレオやミニコンポ、携帯音楽プレーヤーやカーオーディオなどがある。
アナログコンパクトカセットを代替するという目的で開発されたミニディスクに記録された音声は当機器を使用することによってコンパクトディスク（以下、CD）と同様に瞬時に頭出しが可能であり、トラック分けが行いやすく、かつ書き換えが容易なため音声の編集にも利用される。
MDレコーダーは1992年11月から発売され、2000年代前半に全盛期を迎え2020年末までに生産完了し、そして2022年末までに個人向け・業務用に関係なく新品の流通在庫品が全て販売完了となった。

## 日本での歴史

### 普及期

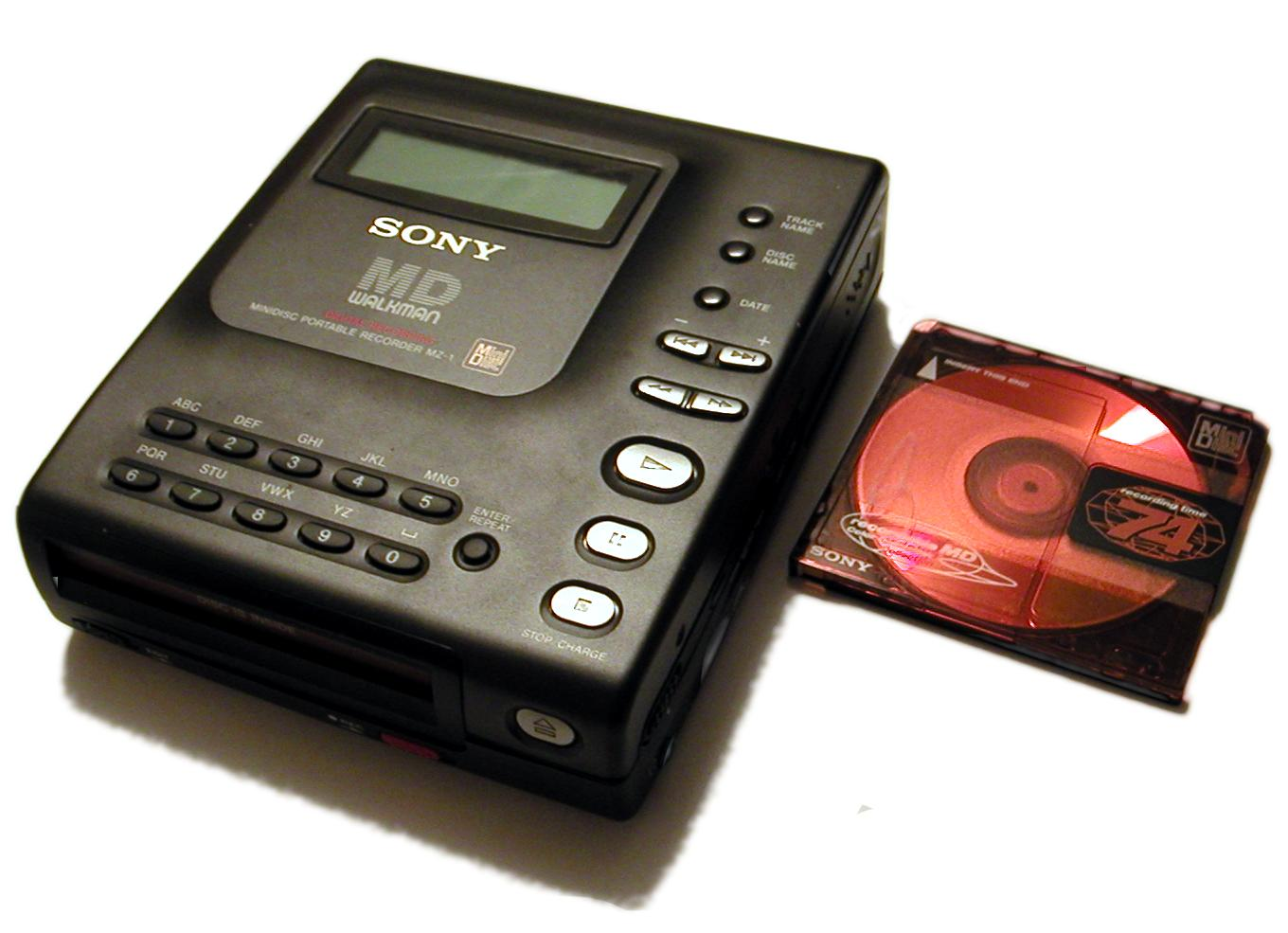
ソニーのMDレコーダー『MZ-1』

1992年（平成4年）11月1日、ソニー（初代法人、現・ソニーグループ）が初のMDレコーダー『MZ-1』を発売するが、90年代前半はレコーダー/プレーヤーは非常に高価格であったため、全くと言っていいほど市場が拡大しなかった。
しかし90年代中頃以降、ソフトを持ち運ぶ必要があるカーオーディオや携帯音楽プレーヤーなど、若年層をターゲットとする業界では、CDに比べて手軽である点とコンパクトカセットに比べて高音質である点が受け、カーオーディオではCD＋MDの2DIN一体機が、携帯プレーヤーではMDウォークマンタイプが主流となった。機器はソニーのほかはシャープや松下電器（現・パナソニックホールディングス）、日本ビクター・ケンウッド（ともに現・JVCケンウッド）、アイワ（初代法人、現・ソニーマーケティング）、パイオニア（ホームAV機器事業部、現・プレミアムオーディオカンパニーテクノロジーセンター）、日本コロムビア（2代目法人、製品はDENONブランドのみ、現・ディーアンドエムホールディングス）、オンキヨー（現・プレミアムオーディオカンパニーテクノロジーセンター）、ティアックなどが参入した。
なお普及当時は莫大なライセンス料の支払いという意味での敗者になることを避けるため、競合規格のDCC共々ソニー・フィリップス・松下電器産業の3社で共同ライセンスしていた。

### 全盛期
2000年9月には長時間の再生に対応したMDLP対応機種が発売された。また、カーオーディオやMDウォークマンなどでMDに馴れた若年層の間で、今度は家庭用MDコンポやMDラジカセも普及したことで、全盛期を迎えた。

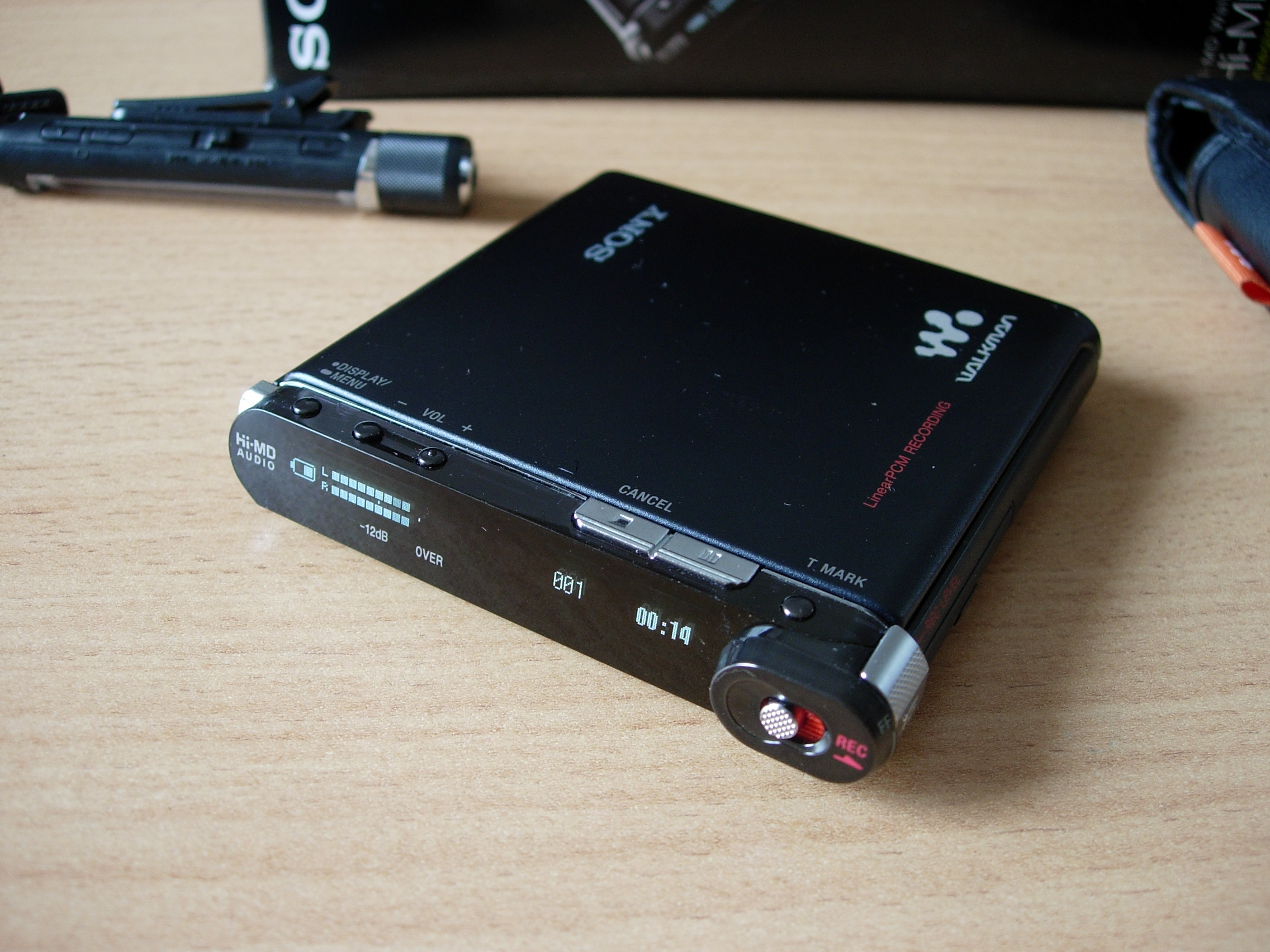
ソニーのHi-MDウォークマン『MZ-RH1』

2001年にはパソコンに取り込んだ音楽データをMD機器に転送可能なNet MD規格が登場した。MD機器を発売するほとんどのメーカーが参入し、機器としては、単品コンポーネントデッキ・携帯音楽プレーヤー・ミニコンポ・パソコン内蔵Net MDデバイス・カーオーディオなどに採用された。同年10月以降にソニーから発売されたミニタワー型デスクトップPCの『VAIO MXシリーズ』ではNet MDドライブが本体に搭載され、2002年に発売された『VAIOノートNVシリーズ』では付け外しが可能な「Net MDベイユニット」がオプションもしくは標準装備された。

### 衰退期
一定の支持を受けた一方で、セパレートタイプのステレオや据置型のフルサイズ級MDレコーダーの製品数が少なかったことから、特にハイエンドオーディオ志向の一部のオーディオマニアの間ではDATレコーダーほど普及せず、従来型のラジカセや据置型のカセットデッキなどを愛用する保守的な中高年齢層にも受け入れられなかった。またMDレコーダー・MDプレーヤーを問わずの光学ドライブ部分の故障も多々あった。
2000年代に入り、CDからの取り込みに関してはHDDを利用したiPodやフラッシュメモリタイプのウォークマンなどに代表されるデジタルオーディオプレーヤーやデジタルメディアプレーヤーが台頭し、更に会議・会話・野外録音などの分野では同じく2000年代以降よりICレコーダー、およびリニアPCMレコーダーが着実に普及したため、MDを使用するメリットは相対的に低下していった。
2004年になると、MDLPよりも長時間録音が可能なHi-MD対応機器が登場したが、Hi-MDウォークマンが登場した頃は時既に遅く、既存のDATレコーダーより高いサンプリング周波数や量子化ビット数を扱えるリニアPCMレコーダーの過度期とぶつかったことに加え、デジタルオーディオプレーヤーが市場に投入されてから数年経過しており、それらの普及が拡大している状況であった。ソニーもHi-MDとほぼ並行でデジタルオーディオプレーヤー、およびICレコーダー・リニアPCMレコーダー市場に参入しており、その後はそれに力を入れるようになった。
ソニー以外のメーカーでHi-MD製品を投入していたのはオンキヨー（現・プレミアムオーディオカンパニーテクノロジーセンター）・バッファロー（前者は一部のHi-MDレコーダー搭載一体型ハイコンポ用CD/MDレシーバーシステム、およびハイコンポ用オプションの据置型Hi-MDレコーダーのみ発売、後者はソニーから海外向けウォークマンをベースとしたポータブル機をOEM供給）など数社であった。

#### PC
PCに関してはソニーは同社製（当時）PCのVAIOにもデスクトップPC、ノートPCに関わらずごく一部にMDデッキ搭載モデルを発売していたが、2003年（平成15年）夏モデルを以て展開を終了しており、最終モデルは『PCV-W121』である。

#### 携帯機
ポータブルMDプレーヤー/レコーダーに関しては2007年（平成19年）3月以降パナソニックを皮切りに各メーカーが次々と生産・販売から撤退し始め、これ以降約1年間でソニー以外のメーカーは全てポータブルMDプレーヤー/レコーダーの生産を終了した。
2009年（平成21年）以降はNet MD対応機器としてソニーの録音再生対応MDウォークマン『MZ-N920』が流通していた。またソニーの録音・再生対応Hi-MDウォークマン、『MZ-RH1』が唯一現行機種としてカタログに残っていたが、2009年10月頃には取り寄せ不可になる販売店が出始め、2011年（平成23年）7月7日にはソニーから「MZ-RH1の生産、出荷を2011年9月をもって完了する」と発表された。なお、ソニーの予想を上回る駆け込み需要が発生し、予定より早く2011年8月に生産を完了した。ポータブルMDに必須のガム型電池の生産縮小も進んだ。
以上、Hi-MDに関してはHi-MDフォーマットの投入から程なくiPodなどのデジタルオーディオプレーヤーやリニアPCMレコーダーが普及したことや先述の通り、Hi-MDフォーマットそのものの投入が遅かったこと、更に録音・再生機器の価格が高額だったことなどから搭載機種（製品）は既存のMDLPやNet MDほどの普及までには至らなかった。

#### 据置機
据置型レコーダー・ミニコンポ・MDシステムに関してはラジオ放送や地上・BSデジタル放送の録音用およびMDからハードディスク、内蔵メモリーなどへのダビング用途やパソコンおよびメモリーなどを利用しないでCDなどからデジタルで高音質録音ができるという点では一定の需要があったが、パナソニックは2008年4月18日発売の『SC-PM870SD』、ビクターは2008年11月発売の『UX-Z2』、ケンウッドは2005年11月発売の『MDX-L1』、シャープは2005年3月18日発売の『SD-FX200』がMDを搭載した最終機種となり、いずれも2011年6月までにMD搭載機種を全て生産終了とした。撤退について、パナソニックは「需要の減少」、JVC、ケンウッドは「MD機構部品の調達が困難」を理由としている。なおオンキヨーは2008年時点ではの据置型Hi-MDレコーダー2機種 『MD-133』（INTEC275用）、および『MD-105FX』（INTEC205用）を販売していた。
2011年6月以降流通していたソニー製品はマルチレシーバー一体型ミニコンポ『CMT-M35WM』の1機種のみで、国外生産のまま2010年（平成22年）より生産拠点を変更して2013年（平成25年）1月まで継続生産され、2013年3月で出荷終了予定だったが、2011年に生産・出荷を終了したHi-MDウォークマン『MZ-RH1』の場合と同様に、ソニーの予想を大幅に上回る駆け込み需要が発生したため、予定時期より早く2013年2月に出荷を終了した。これをもってソニーはMDプレーヤーの販売をすべて終了し、MDレコーダー/プレーヤー事業からも撤退した。
2013年3月当時でソニー以外の日本国内向け製品でMDが搭載されていたのは、オンキヨーのCD/MDチューナーアンプ+スピーカーシステム一式セットモデル『X-N7XX(D)』、およびCD/MDチューナーアンプ単品モデル『FR-N9NX(S)』だったが、いずれも同年7月に生産を終了した。
ティアックからは業務用（TASCAMブランド）向けに2011年3月から販売されているCDプレーヤー/MDレコーダーのコンビネーションデッキであるXLR端子なしの『MD-CD1MkIII』とXLR端子あり『MD-CD1BMkIII』の2機種、そしてTEACブランドで2015年3月下旬からコンシューマー用CDプレーヤー/MDレコーダーのコンビネーションデッキの『MD-70CD』が発売されたが、2020年（令和2年）1月下旬にはコンシューマー向け、業務用向けを問わず全て生産完了となり、コンシューマー向けの『MD-70CD』、および業務用向けの『MD-CD1MKIII』『MD-CD1BMKIII』がいずれも2022年12月までに販売終了となった。

#### 車載型
カーオーディオに関しては1DIN規格のMDチューナー、各メーカー専用品（1DINカセット、CDチューナーなどと組み合わせて利用する方式）のMDプレーヤーは2010年代以降、2013年中頃に三菱電機が特定車種向け1DINCD/MDチューナーを、2014年（平成26年）内にパイオニアと三菱電機がそれぞれCD-RW対応1DINCD/MDメインユニットの生産・販売をそれぞれ終了した。また2DIN規格のMP3対応CD/MDチューナーやUSBメモリーに対応した製品は、パイオニアの『FH-P530MD-B/-S』及び同機種の品番を変更した三菱自動車向けディーラーオプション品のみ生産・販売が継続されていたが、2020年（令和2年）10月に生産完了となり、各自動車メーカーの標準装備品・メーカーオプションにディーラーオプション、社外品共に全て生産・販売を終了した。加え、AVカーナビゲーションの分野からも2005年（平成17年）以降、DVDビデオ、CD-Rや機種によってはDVD-R、SDカード、メモリースティック、USBメモリに記録されたMP3やWMAなどの再生機能搭載製品に置き換わった。

### 生産終了
MD機器として最後まで生産されたティアックのMDレコーダーは2021年（令和3年）2月現在の時点において全て流通在庫品限りの販売となり、TASCAMブランドの業務用向けの2機種が最終機種となっていたが2022年12月末までに最後まで残っていた流通在庫が完売となった。
こうして、iPodやメモリータイプのウォークマンなどに代表されるデジタルオーディオプレーヤーやデジタルメディアプレーヤー、YouTube Musicのアップロード機能、Google Play Musicのロッカー機能などのオンラインストレージサービス、音楽再生に対応したスマートフォンなど、MDより利便性や容量を上回る機器およびサービスの普及により、MDレコーダーの全てが生産終了となった。生産期間は1992年11月から2020年までの約28年半であった。

### 生産終了後の動向
生産完了後もMD機器はハードオフやセカンドストリートなどのリサイクルショップ、ヤフオク!などのオークションやeBayなどのECサイト、メルカリなどの個人間売買などで完動品・ジャンク品を問わず大量に出回っており、フルサイズコンポやミニコンポに関しては安価なAVアンプやプリメインアンプの代用として使用されるなど一定の需要がある。また携帯機で使用されるガム型電池は海外製の互換品が安価で販売されている。

## 海外での歴史
日本では若年層を中心に一定の普及を見せた一方で、海外では1995年にポータルサイトのminidisc.orgが開設されるも、普及しなかった。
またMDに用いられているATRACも、ネットワークウォークマンの海外向けモデルでは2007年秋頃から対応が打ち切られるなど、こちらも海外では普及しなかった。このためMDおよびATRACは事実上、日本独自のメディアフォーマットになっている。当初はソニーが海外向けにウォークマンのみならず据置型デッキ・ミニコンポ・カーオーディオ機器を開発・発売し、オーバーシーズモデルのカタログにも掲載されていた。一部完全な海外専用モデルも存在したが、既に生産・販売終了となっている。
MD退潮後の2010年になってからRedditにコミュニティが開設された。ツイッターにおいては、日本国外では2020年ごろからMDのファンを公言するものが情報提供を目的としたツイートをしたり、先述したReddit内のコミュニティは活況しており、ソニー純正のソフトウェアがなくても、OSに依存せずにウェブブラウザからNet MDへ楽曲転送できるサービスを提供する人物が現れるなど、レトロ機器コレクターの収集対象として受容されている
（日本国内ではMDを懐古するツイートが多くを占める）。

## 機能
MDレコーダーには録音・編集機能がある。加えてNet MDやHi-MD対応機器の場合はパソコン間で音楽データを転送することができる。

### 録音
外部機器から録音する場合はアナログ録音もしくは光デジタル録音で行うが、SP（標準）モードまたはLP（長時間）モードのDATやBS／CS放送などCDと異なるサンプリング周波数の音源から光デジタル録音する場合は（48kHz、および32kHzのサンプリング周波数から44.1kHzのサンプリング周波数へ変換するための）サンプリングレートコンバーターが必要となる。光入力端子があるデッキ、レコーダーの多くに搭載されている。

#### 著作権保護
MD機器にはSCMSおよびHCMSによるコピー制限が適用される。
据置型のMD機器にはMDドライブを2つ備えたものがあり、これらは2枚のミニディスク間でデジタルのまま音楽データの移動（ムーブ）を行えることが多い。いずれもSCMSによる制限内の機能である。
- 1998年にソニーから発売された『MDS-W1』はMDからMDへの曲の移動のみの対応で、デジタルでのコピーはできず移動元の曲は消える仕組み（アナログならばコピーは可能）。
- 日本ビクターのダブルMDミニコンポはコピーが可能だが、機器内ではアナログ接続されている。
- シャープのダブル機器も同様であり、MD倍速録音もCDからMDへの倍速録音ともども1999年8月にいち早く搭載していた。
- ケンウッドのALLORAではCDを同時に2枚のMDにダビングできる機種も存在した。

### 編集
録音用ディスクは、録音後に編集が行える。アナログコンパクトカセットと違うのは、もう1台のデッキが要らないことである。
編集モードは曲をつなげるコンバイン (Combine)、曲を分けるディバイド (Divide)、曲順を入れ替えるムーブ (Move)、曲を消すイレース (Erase) の4つがある。なおイレースには、1曲を消すトラックイレース (Track Erase) と全内容を消すオールイレース (All Erase) がある。また、コンバインはつなげる曲どうしが同じ録音モードである必要がある。同じ録音モードであっても、アナログ録音されたトラックとデジタル録音されたトラックはコンバインできない機種もある。なお、コンバインについては日本ビクターではジョイン (Join) と呼ばれた。
またケンウッドのMD機器では、一時期クイックムーブ (Quick Move) とクイックイレース (Quick Erase) 機能があった。クイックムーブは20曲までの複数曲を1回の操作で移動できるモード、クイックイレースは1度の操作で複数曲を消去できるモードである。普通のムーブやイレースでは、移動または消去により曲順と曲名がずれるが、このモードは編集に伴うずれを計算をしなくて済む。シャープのMD機器にも同様の機能が搭載されており、それぞれプログラムムーブ (PRGM MOVE)、プログラムイレース (PRGM ERASE) と呼称する。
なおMDLPのLP4で長時間録音したタイトルをディバイド（分割）する時は、MDLP非対応機種でディバイドした方が早い。LP4で録音したタイトルをMDLP非対応機種にかけると音は出ないが時間表示は半分で表示されディバイドなどは可能なため、非対応機種で30分ごとでディバイドしたのを対応機種にかけると1時間ごとにディバイドされている。早送りに必要な時間が半分になるのでMDLP対応機種でやるより短時間で済む。これはラジオ番組などをLP4で5時間録音したのを手早くディバイドする時に有効な手段である。ただし、音が流れないため分割ポイントの確認はできない。またMDLP録音したタイトルをソニーの『MDS-W1』にてディスク間ムーブで他のMDに移動すると、モノラル録音の無音タイトルになる。

#### 文字入力
録音用ディスクには編集機能としての文字入力が可能である。これはコンパクトカセットでは不可能な機能であり、MDユーザーを増やした一因とも言われている。
MDには文字領域が2つあり、半角カタカナと英数字をJIS X 0201で記録するセクタ1と漢字やひらがなもシフトJISで記録可能なセクタ4がある。
セクタ1はほとんどの機器で扱えるが、最初期はカタカナを扱えない機種もあり、全盛期の機種でもチューナーがアナログ式の廉価MDシステムや一部のカーオーディオなど液晶や蛍光画面でドット表示が出来ない機種に存在した。アルファベット・カナ入力は当初は他の編集作業ともども本体でしか作業出来なかったが、1998年にリモコンで操作できる機能が付いたほか、キーボードそっくりなやや大きなリモコンが松下電器産業やアイワから登場した。その後ソニーからは普通サイズのリモコンで携帯電話のようなテンキーに50音を割り振ったものが登場、さらに時間短縮にも貢献できる録音中文字入力も可能となり、その後のMD機器のリモコンの定番機能となった。
セクタ4の入力は1997年以降、コンポーネントステレオやシステムステレオの上級機種で対応した。漢字入力はパナソニックの機種はデッキにPC/AT用のキーボードを接続して行った。ソニーのピクシー・システムステレオではPCのシリアルポート・USBに接続するデバイス「PCリンクキット」の付属ソフト『Media Communicator』（NetMDの音楽転送機能を省いたもの）上やタッチパネル式リモコンで入力したタイトル情報を転送する。ただし、コンポでは本体画面にセクタ1表示のみの機種が多い。2000年10月に発売されたMDデッキ搭載の『VAIO MXシリーズ』では、PCリンクキット相当の機能が内蔵されている。ポータブルMDでは、1999年8月にシャープから発売された『MT-832』に初めてPCリンクと同等の「パソコン・ザウルス接続対応」と「漢字表示対応リモコン」が装備された。パソコンにインストールするためのソフトはシャープから無料でダウンロードできた。ソニーでは漢字表示自体は1997年9月以降のモデルで対応したが、2001年10月にMDウォークマン『MZ-E909』以降の再生専用上位機種やNetMD対応の録再機種が発売されるまでセクタ4表示機能がなかった。
データ領域はそれぞれ2332バイトあるものの、一部領域がトラック管理などで利用されるため半角約1700文字、全角約800文字に制限される。なお、半角カタカナも約800文字に制限される。これは、カタカナは内部でローマ字入力されているためで、それと一緒にカタカナ開始・終了のコードを打ち込むことで、カタカナ対応機器ではカタカナに変換されて表示され、カタカナ非対応機種ではローマ字とコードが表示される。

##### MDLPグループ
2001年にはMDLPグループという、ディスク内の各曲を幾つかのグループに振り分けることで簡易的なフォルダ分けを行う機能が登場した。これは、前年のMDLPの導入で1ディスクあたりの録音可能曲数が増えたことがトラックの閲覧性の低下を招いており、グループ機能の導入はこの問題に対する解決策となった。
実際に記録されるグループ情報は、TOCに存在するディスクタイトル領域に一定の書式に従って入力された文字列である。したがって、グループ機能に対応していないレコーダーでもタイトル入力機能があれば手動でグループ情報を入力することができる。
グループ機能の書式の例
0;WikiMD//1-5;J_Pops//6-11;World//
この例の場合、ディスクタイトルはWikiMDとなり1曲目から5曲目までがJ_Popsグループ、6曲目から11曲目までがWorldグループに振り分けられる。
なお、この機能には以下のような制約がある。
- 作成できるグループの数は最大で99である。各グループ名の長さによってはこれより短くなることもある。
- 複数の曲をひとつのグループに入れる場合、それらのトラック番号は必ず連続していなければならない。もし散在している場合はグループ化する前にトラックの並べ替えを行い、連番に直す必要がある。
- グループ非対応機ではグループ機能は利用できず、ディスクタイトルに管理用の文字列がそのまま表示される。

#### TOC更新
編集が終わるとTOCが更新されるが、機器メーカー・個々の製品によって更新するタイミングは異なる。
例として、同一ディスク上で任意の編集作業を数回行う場合に、すべての編集作業が終了してディスクをイジェクトする、あるいは電源を切る、MD搭載ワンボディシステム等ではソース切換を行う等の操作をすると、それまでメモリーに蓄積されていたTOC更新情報をまとめてディスクに書き込んで "Complete" 表示を行うものもあれば、一方、個々の編集を行うたびに逐一TOCを更新し "Complete" 表示を行う機種もある。
TOCの書き込み時間自体は数秒だが、書き込み中は実質的に操作不能でありユーザーにとっては待ち時間となるため、特に編集行程が多い場合、後者のシステムでは、前者よりも編集完了までに要する時間が長くなる傾向にある。
編集作業中は「編集作業の結果をメモリーに蓄積中だがディスクにはまだ書き込まれていない状態」を表す "TOC" 表示が目安となるが、例外もある。
- 日本ビクターのMD搭載ワンボディシステムには "TOC" 表示部がなく、タイトル（ディスク/トラック/グループ）入力後のTOC更新情報に限り、即時書き込みされない。
- ティアックの製品には "TOC" 表示部は存在するものの、タイトル（ディスク/トラック/グループ）入力後のTOC更新情報については、ユーザーが能動的にディスクイジェクトする、あるいは別の編集作業を行いその更新情報と合わせて即時書き込みされるよう意図しない限り、ディスクに書き込まれない。"TOC" 表示部が点灯するのは実質的にタイトル関連の編集後だけである。また "TOC" 表示中に電源を切るとその直前の編集内容、つまり未書込のタイトルが書き込まれないため、やり直す必要がある。

非推奨ではあるが、意図的に"TOC" 表示中に電池を抜く・電源プラグを抜くといった電源供給を無くす行為をすると、ディスクには情報が書き込まれないため、イレースした曲をディスク上ではなかったことに出来る、つまり曲を取り戻せる。

### 転送

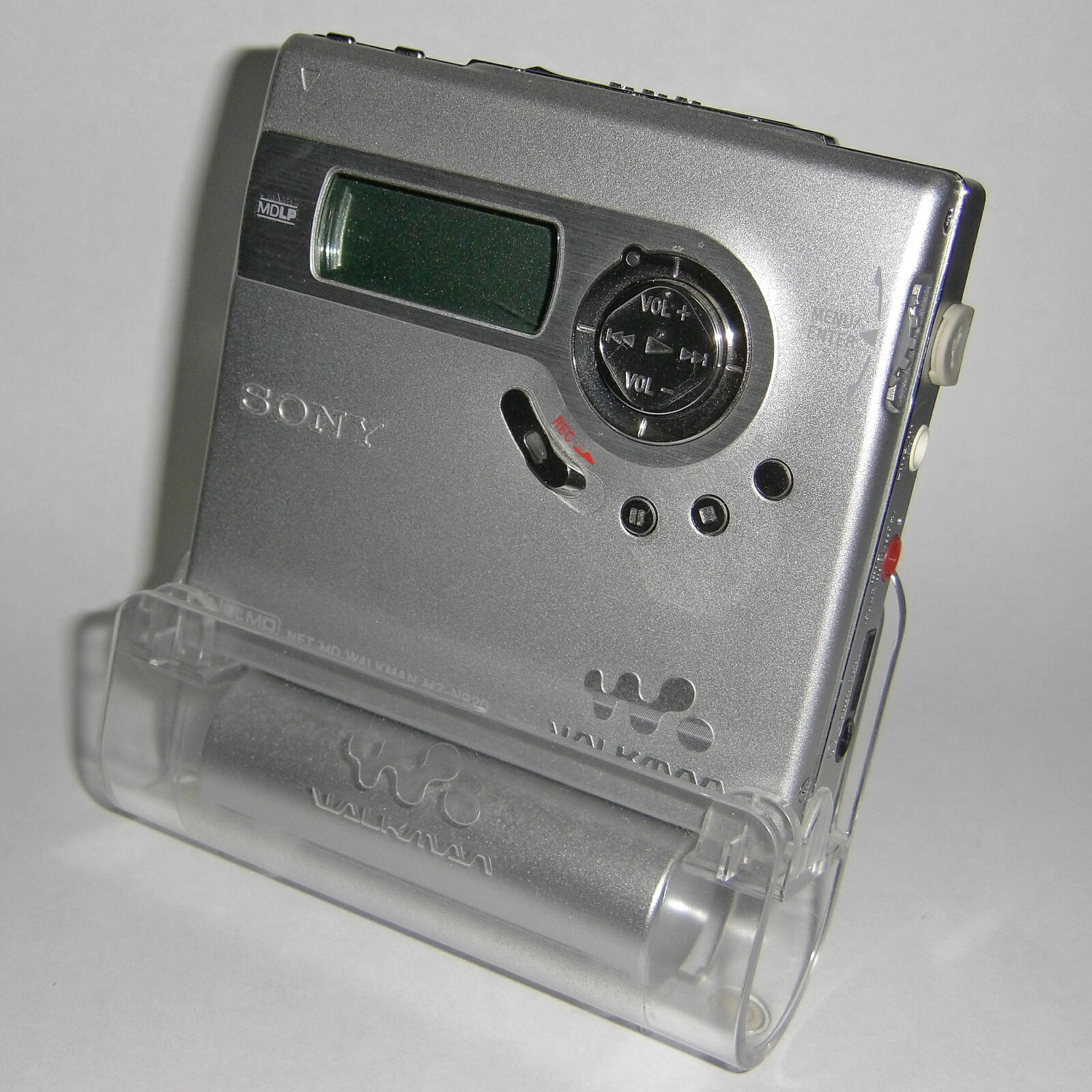
ソニーのNet MDウォークマン『MZ-N920』

Net MDはMD機器とPC間での音声データを転送する規格である。Net MD機器をPCに接続し、PC上で『SonicStage』や『BeatJam』などの専用ソフトを使用することでリッピングした音楽ファイルをそのままへNet MD機器に転送（チェックアウト）出来る。またはNet MDドライブ搭載PCの場合は直接MDに音楽を転送できる。
なお当初はチェックアウト回数が一律3回までとなっており、同一ファイルは同時に3台までの機器・MGメモリースティックに転送する事が可能だった。チェックアウト回数を超えて別の機器に転送したい場合はチェックアウト済みの機器からPCへチェックイン（ムーブ）させて、カウント回数を戻す必要があったが、2004年11月10日発表の『SonicStage 2.3』以降のバージョンでは、音楽CDなどからリッピングしたファイルについてはチェックアウト回数の制限が撤廃された。
2004年にHi-MDが発表されたが、Hi-MD機器であってもNet MDモードとして記録可能なものも多い。
Net MDのデバイスドライバは2008年1月10日発表の『SonicStage CP 4.4』まではOpenMG機器として認識され、チェックアウト操作などが可能であるが、同年10月発表の新バージョンである『Sonic Stage V』ではNet MDに非対応となった。このため「CP 4.4」のソフトウェアを継続してダウンロードできたが、2013年3月29日に提供終了した。なおソニーでは当初Net MD機器の動作保証OSを『Windows XP』までとしていたが、Hi-MD機器の『MZ-RH1』については2010年10月リリースの『X-アプリ Ver.2.0』が対応した事で『Windows Vista』、『Windows 7』にも正式対応となった。

## 種類

### 携帯型

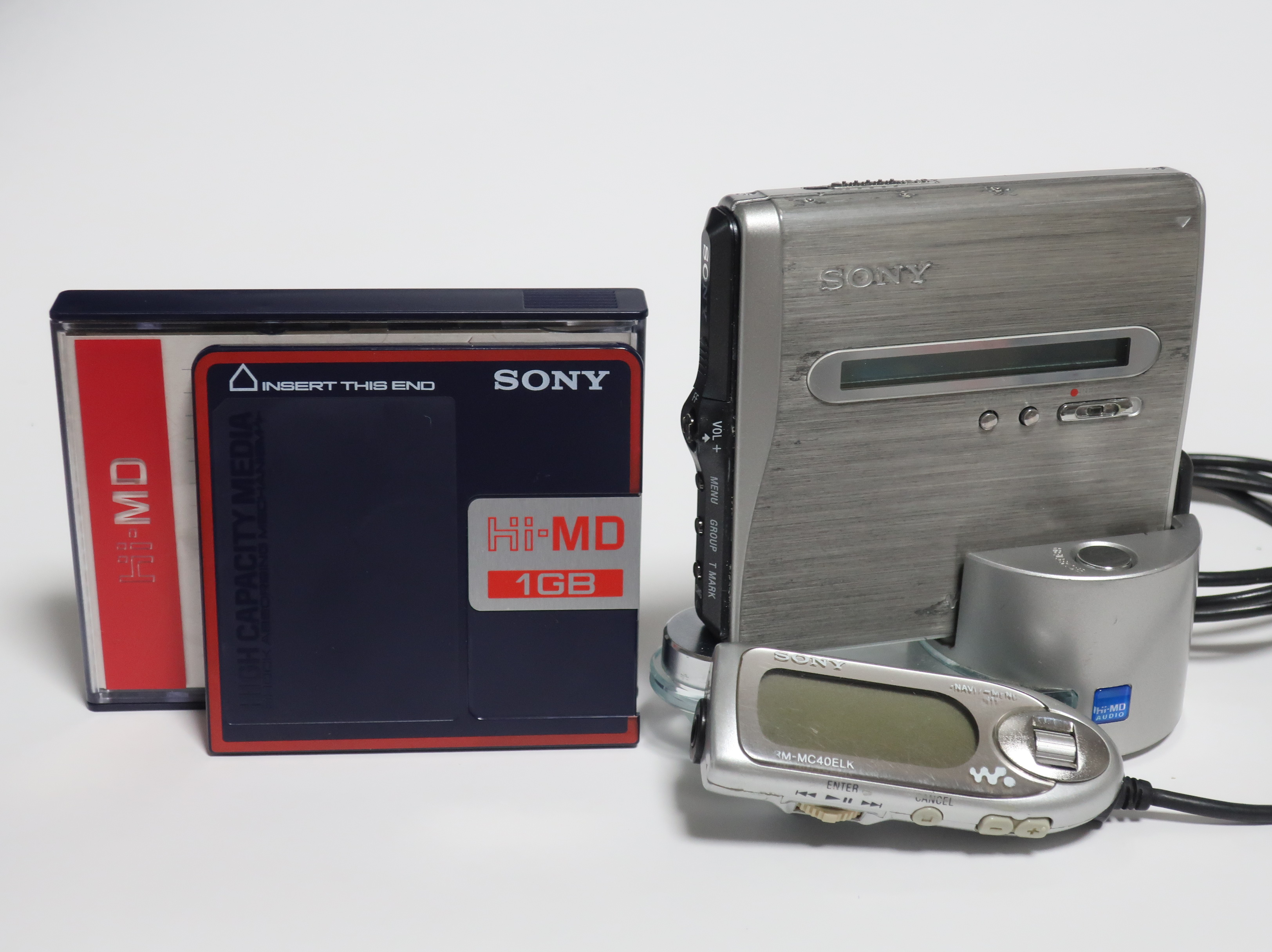
ソニーのHi-MDウォークマン『MZ-NH1』

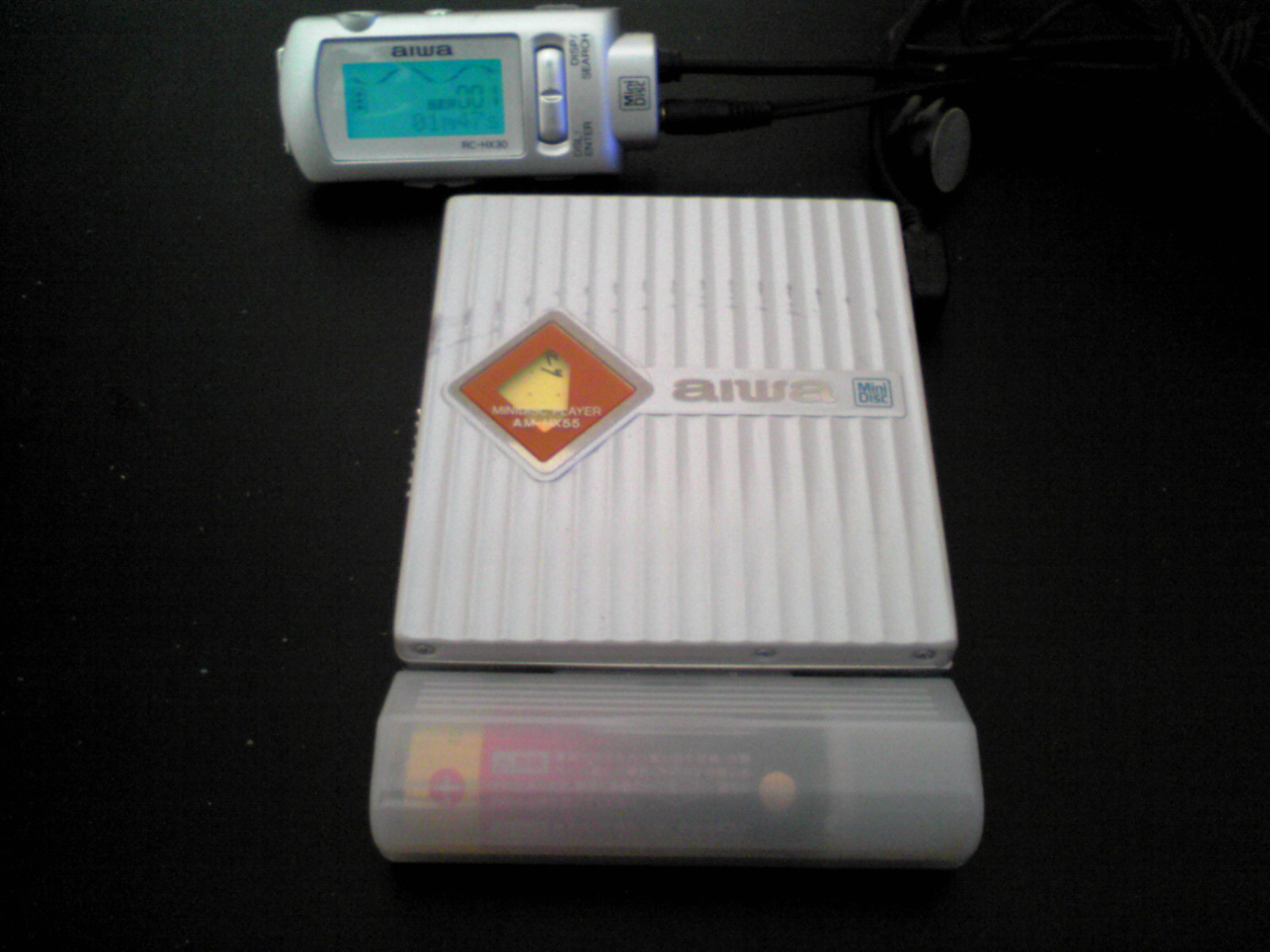
アイワのポータブルMDプレーヤー『AM-HX55』

持ち運びができるもので、主にヘッドフォンと組み合わせて再生音を聴く。録音はCDプレーヤーやマイクロフォンなどから行う。主にポータブルMDプレーヤー・レコーダーを指す。
電源は初期の充電式電池は一部のカムコーダに使われる様なスティック型で乾電池より大きい専用品を利用したが、電池持続時間は短かった。その後内蔵アンプのワット数の見直しやディスク回転用ブラシレスモーターの小型化、充電式電池をニッケルカドミウム電池からニッケル水素電池に変化していき、ガム型電池や乾電池が用いられるようになった。多くのモデルではスペースの関係から本体にはガム型電池のみ収納部を設け、乾電池は外付けのケースを用いて対応する。一時期本体に乾電池を収納できるモデルも存在したが、サイズが通常の機種よりも大きくなってしまうことや、ガム型電池やアルカリ乾電池との併用ができない等の制約のためか、採用例は少数に留まっていた。
本体はトップローディング式であるが、シャープ・ケンウッド・パイオニア・ティアック・デノンの製品にスロットイン式も存在したほか、ソニーもスロットイン式に似たヘッドローディング式やトップローディング式ながらOPENボタンのプッシュもしくはOPENつまみのスライドでカバーが全開する「ワンタッチイジェクト」も採用した。
ポータブルCD機器よりも、早い段階でメモリーを利用した振動対策が施されていたのも特徴であった。初期は10秒が主流だったが、後年はメモリの大容量化により40秒が主流となった（秒数はいずれもSPモードの場合）。
リモコンは一部機種を除いて動作確認ができるディスプレイがついていた。ポータブルMDレコーダーでは本体にもディスプレイが搭載された機種もある。後年は漢字かな表示タイプリモコンが付属もしくは別売対応の機種も存在した。
2000年代前半にはNet MDに対応したポータブルMDレコーダーも登場した。これらの機種の中には、録音をパソコン経由に限定したものもある。
一部のメーカーでは、専用ケーブルでMDコンポと接続して、MDからMDへのダビングに対応したものも存在した。

### 据置型

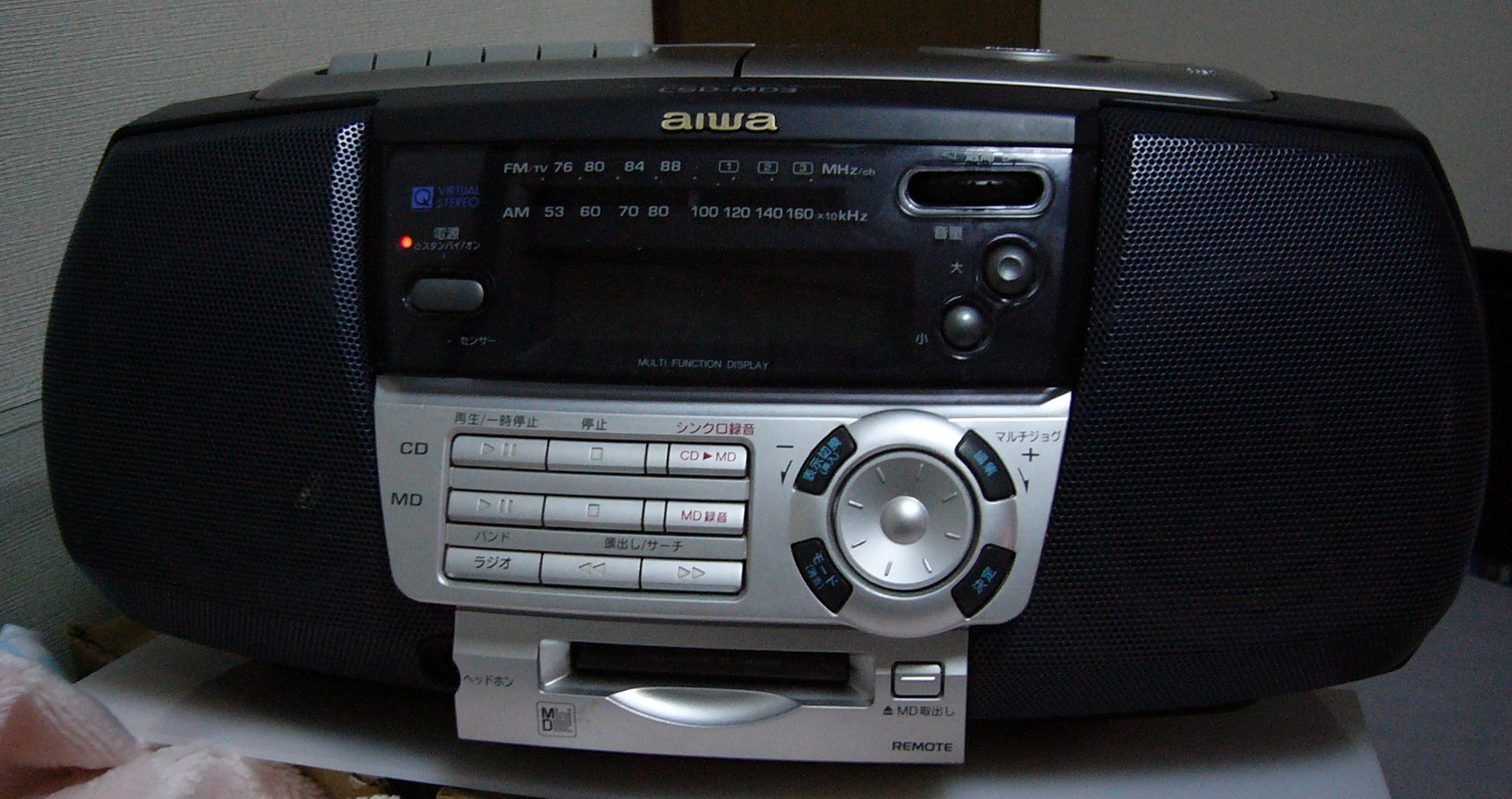
アイワのMDラジカセ『CSD-MD3』

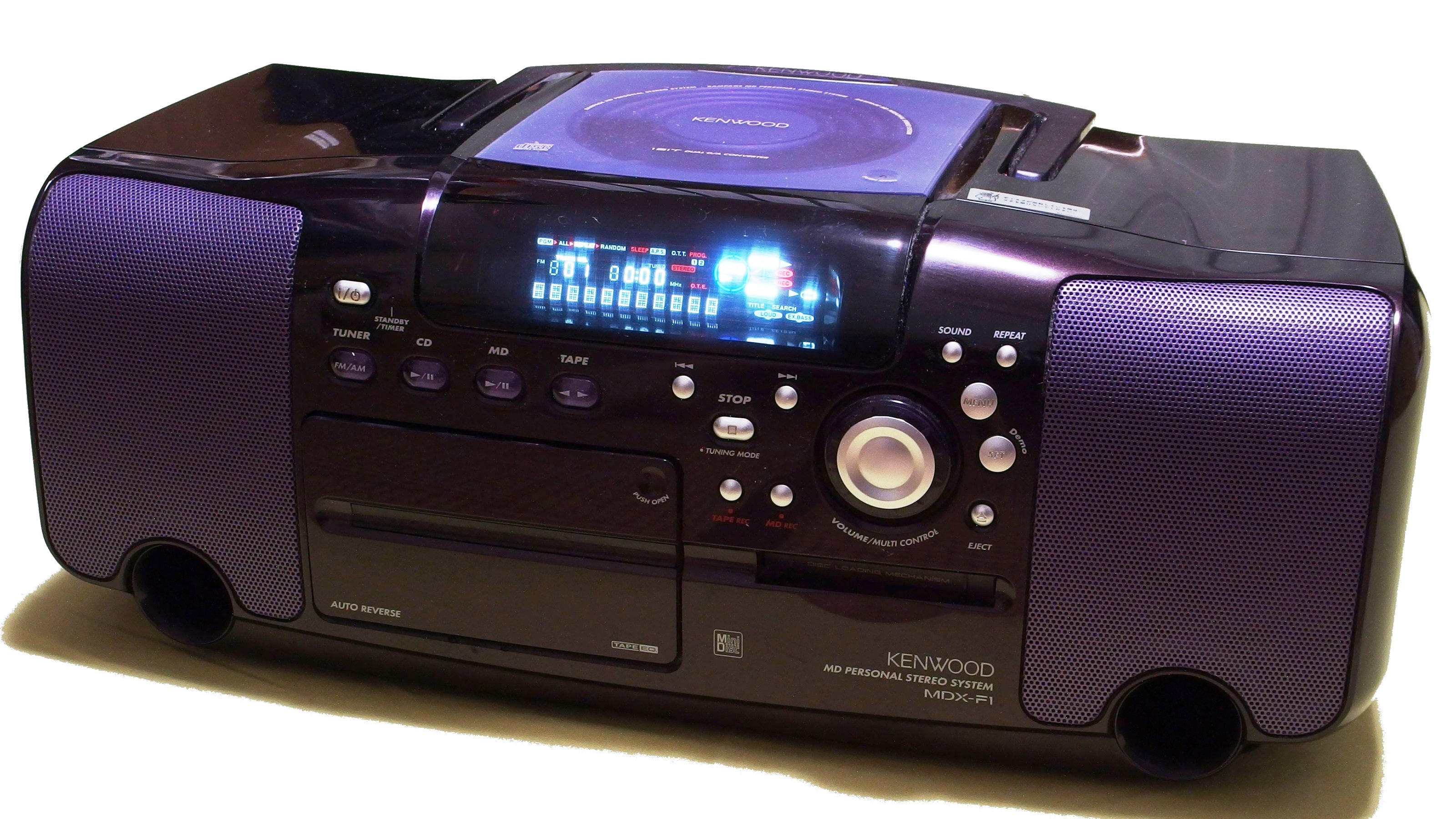
ケンウッドのMDラジカセ『Rampage MDX-F1』

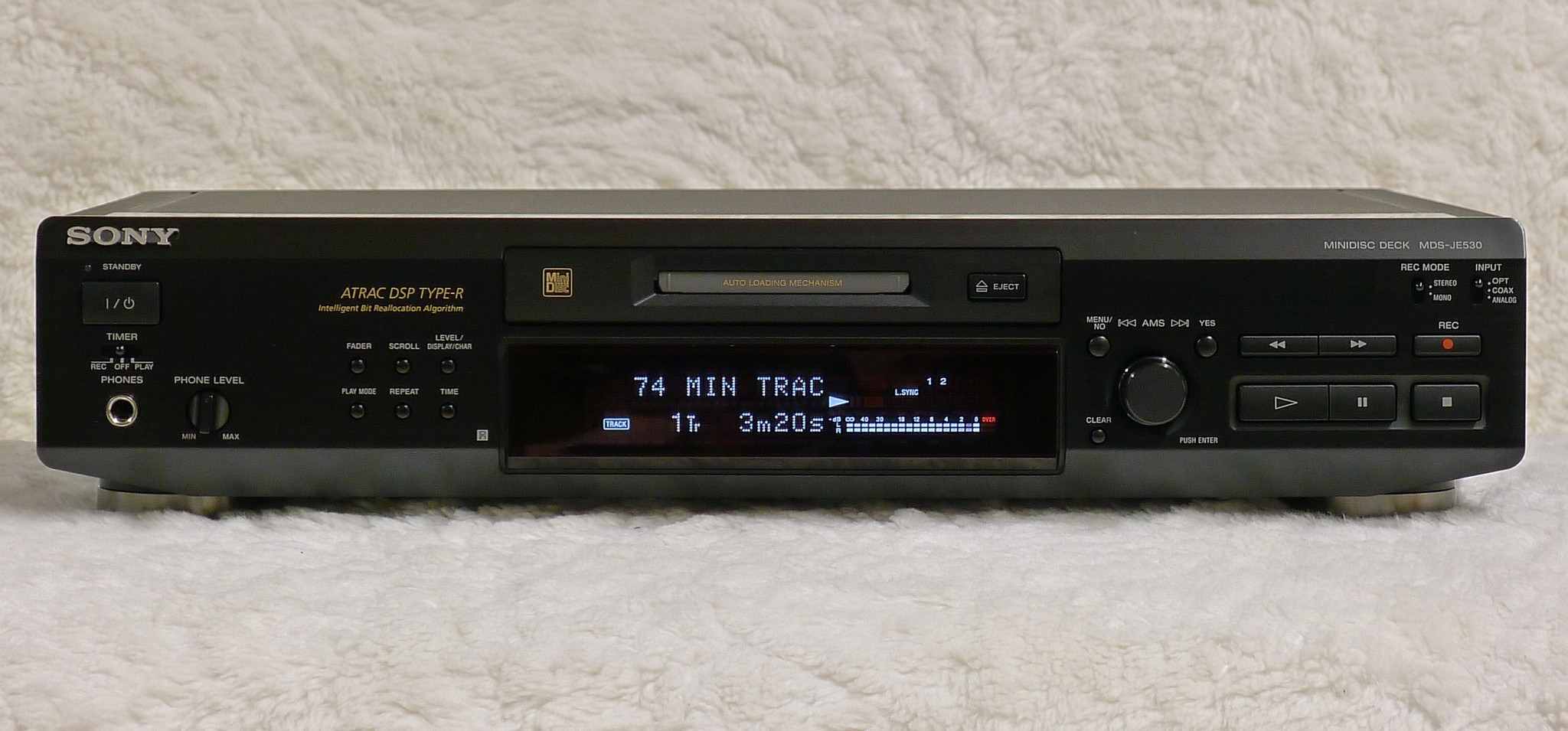
ソニーの据置型フルサイズMDレコーダー『MDS-JE530』

家庭での使用を前提としており、再生音はアンプおよびスピーカーを通して聴く。スピーカーは内蔵されている場合もある。
MD-CDシステムやミニコンポの一部として、あるいは普通の単品コンポーネントとしてのMDデッキがこれに当たる。初期の単品MDデッキにはMDを搭載しないミニコンポに組み込んで連携できるように、システムコントロール端子を設けた機種も存在していた。
MD-CDシステムはCDラジカセとは異なり交流電源専用の機種が多い。カセットデッキを搭載したものはMDラジカセとも称される。当初はAC（交流電源）専用が当たり前であったが、2000年以降からは技術的な進歩によりシステムLSIの低電圧化が進み、DC（乾電池）駆動が可能なパーソナルMD/CDシステムも発売された。この場合メーカーによってはAMループアンテナ無しでもAMラジオが録音は出来ないが視聴できる工夫がなされることもあった。ほとんどの機種はシンセサイザーチューナー・タイマー録音機能・電子ボリューム・MDカナ表示が付いているが、機能を省いた安価な機種には付かない場合もある。ごく一部漢字かな表示にも対応した機種も存在した。
1990年代後半にはコンパクトカセットで主流だったダブル（ツイン）デッキも登場した。ダブルデッキではMD同士のアナログ方式のダビングや録音中のMDリスニングができるほか、録再デッキを2つ内蔵したものではCD等を1度に2つのMDにダビングしたり、2つのMDでそれぞれ異なる音源を録音したりできる。

#### PC対応機器
パソコンから再生・停止・選曲など、MDデッキのコントロールが可能な機器としてソニーから1997年に『MDS-PC1』が発売された。
パソコンに付属のCD-ROMを使ってソフトウェアをインストールし、パソコンのUSB端子からイヤホンジャックに挿入することで、対応CDプレーヤーからの録音や編集などができる。ただ、このMDデッキはSPしか対応していないため、MDLPで録音したMDは再生出来ない。使用ディスクは通常の録音用のディスク対応となっている。後機種としては『MDS-PC2』、『MDS-PC3』がある。
また、MDデッキ用パソコン接続キットとして『PCLK-MD1』、『PCLK-MD2』、PCLK-PX1、『PCLK-PX2』、『PCLK-PX3』、『PCLK-MN10/MN10A』、『PCLK-MN20』が発売された。

### 車載型

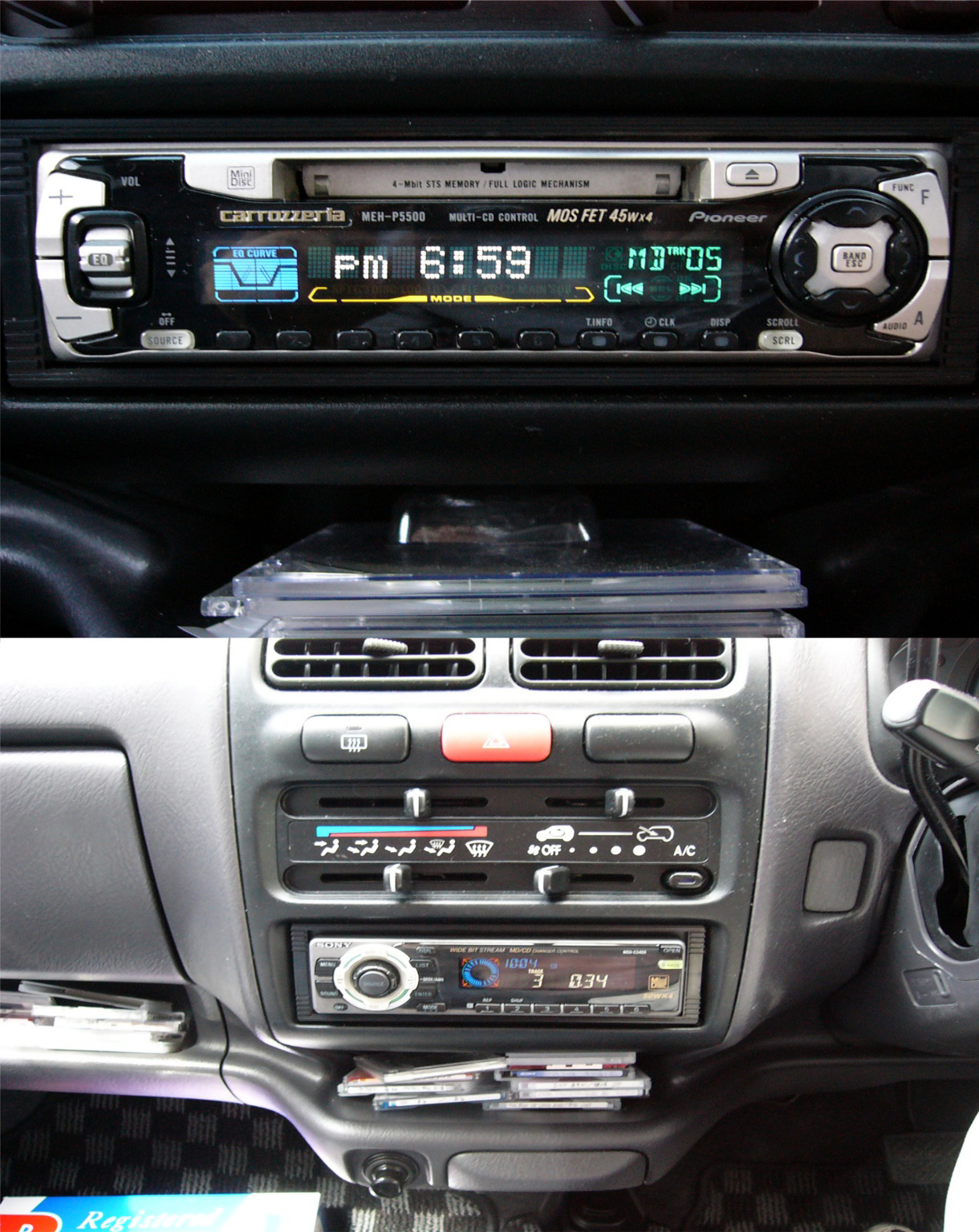
自動車用アンプ内蔵MDチューナーデッキの一例。MDLP非対応。

1990年代中盤～2000年代後半まで日本向けのカーオーディオにMDデッキを搭載したものが存在する。MD+チューナーの1DINタイプとMD+CDプレイヤー+チューナーの2DINタイプが主流であり、2001年以降はMDLP対応が多く出回った。

## 累計出荷数

### 業界団体調べ
1995年から1999年までは日本電子機械工業会（Electronic Industries Association of Japan、略称はEIAJ）、2000年以降は電子情報技術産業協会（Japan Electronics and Information Technology Industries Association、略称はJEITA）の統計である。
| 年   | ラジカセタイプ | MD(内ポータブル型) | ステレオセット | カーMD | 合計  |
| ---- | -------------- | ------------------ | -------------- | ------ | ----- |
| 1995 | ?              | ?                  | ?              | ?      | 1,080 |
| 1996 | ?              | 1,267(1,032)       | ?              | ?      | 2,400 |
| 1997 | ?              | 1,853(1,528)       | ?              | ?      | 3,490 |
| 1998 | 478            | 2,620(2,227)       | 1,588          | 452    | 5,138 |
| 1999 | 1,156          | 2,950(2,658)       | 2,282          | 523    | 6,911 |
| 2000 | 1,755          | 3,136(2,957)       | 2,567          | 543    | 8,001 |
| 2001 | 1,724          | 3,159(3,036)       | 2,297          | 493    | 7,673 |
| 2002 | 1,190          | 3,172(3,082)       | 2,111          | 399    | 6,872 |
| 2003 | 894            | 3,242(3,173)       | 2,134          | 358    | 6,628 |
| 2004 | 772            | 2,957(2,907)       | 2,018          | 298    | 6,045 |
| 2005 | 608            | 1,612(1,575)       | 1,709          | 187    | 4,116 |

2006年以降は比較のために、デジタルオーディオプレーヤー（内:半導体メモリ）の国内出荷実績も記す。
| 年   | ラジカセタイプ | MD  | 合計  |  | デジタルオーディオプレーヤー（内半導体メモリ） |
| ---- | -------------- | --- | ----- |  | ---------------------------------------------- |
| 2006 | 446            | 689 | 1,135 |  | 6,376(5,464)                                   |
| 2007 |                | 338 |       |  | 6,003(5,095)                                   |
| 2008 |                | 140 |       |  | 6,657(5,982)                                   |
| 2009 |                | 18  |       |  |                                                |

### ソニー調べ
- 1996（平成8）年 - 全世界で約300万台の見込み（携帯型50％、据置型40％、車載型10％）[46]
- 1997（平成9）年度 - 約350万台（内、ポータブル機が153万台[47]、車載型が約40万台[48]）（ポータブル機器が40％、 ＭＤデッキやセットステレオなどのホーム機器が50％、車載機器が10％[27]）
- 1998（平成10）年度 - 約550万台（内、ポータブル機が230万台）の見込み[47]
- 1999（平成11）年度 - 約700万台の見込み[34]
- 2001（平成13）年まで - 全世界で約5600万台[1]
- 2003（平成15）年まで - 約8000万台に達する見込み[49]
- 2005（平成17）年まで：全世界で約1億台に達する見込み[50]
- 2010（平成22）年まで - 約2200万台（ソニーのみ）[51]